# Château de Finckenstein
Le château de Finckenstein est un ancien château baroque, aujourd'hui en ruines, construit par la famille Finck von Finckenstein à Finckenstein, aujourd'hui Kamieniec (de) en Pologne. Le château se situait dans le fief de la famille dans leurs terres de Rosenberg à sept kilomètres au nord-est du bourg de Rosenberg (aujourd'hui Susz) qui faisait partie de l'ancien district de Marienwerder en province de Prusse-Occidentale. Le traité de Finckenstein fut signé dans ses murs en 1807, lorsque Napoléon y demeura entre avril et juin de cette année.

## Histoire
Le domaine de Finckenstein remonte à 1339 lorsqu'il fut fondé sous le nom de Hawirsdorf par les chevaliers teutoniques. Il fait partie alors du diocèse de Pomésanie dont le siège est à Marienwerder. Georges de Polenz, officier du duc Albert de Prusse, et déjà seigneur de Schönberg, l'acquiert en 1547. Son descendant Christoph von Polenz vend le château de Schönberg et le manoir de Habersdorf (déformation de Hawirsdorf) en 1653, pour 42 000 thalers à son cousin le baron Jonas Casimir zu Eulenburg (de) (1614-1667).
Le général-comte Albrecht Konrad Finck von Finckenstein (1660-1735), combattant de la bataille de Malplaquet et futur feldmarschall, achète le manoir et ses terres en 1705 pour 78 100 florins. Il fait construire le château actuel entre 1716 et 1720 par Jean de Collas (1678-1753). Ce château reste dans la famille Finck von Finckenstein jusqu'en 1782 et passe ensuite aux burgraves zu Dohna-Schlobitten, Frédéric-Alexandre zu Dohna-Schlobitten ayant épousé la comtesse Caroline Finck von Finckenstein. Ils fuient à Memel avec leurs six fils à l'arrivée de Napoléon.

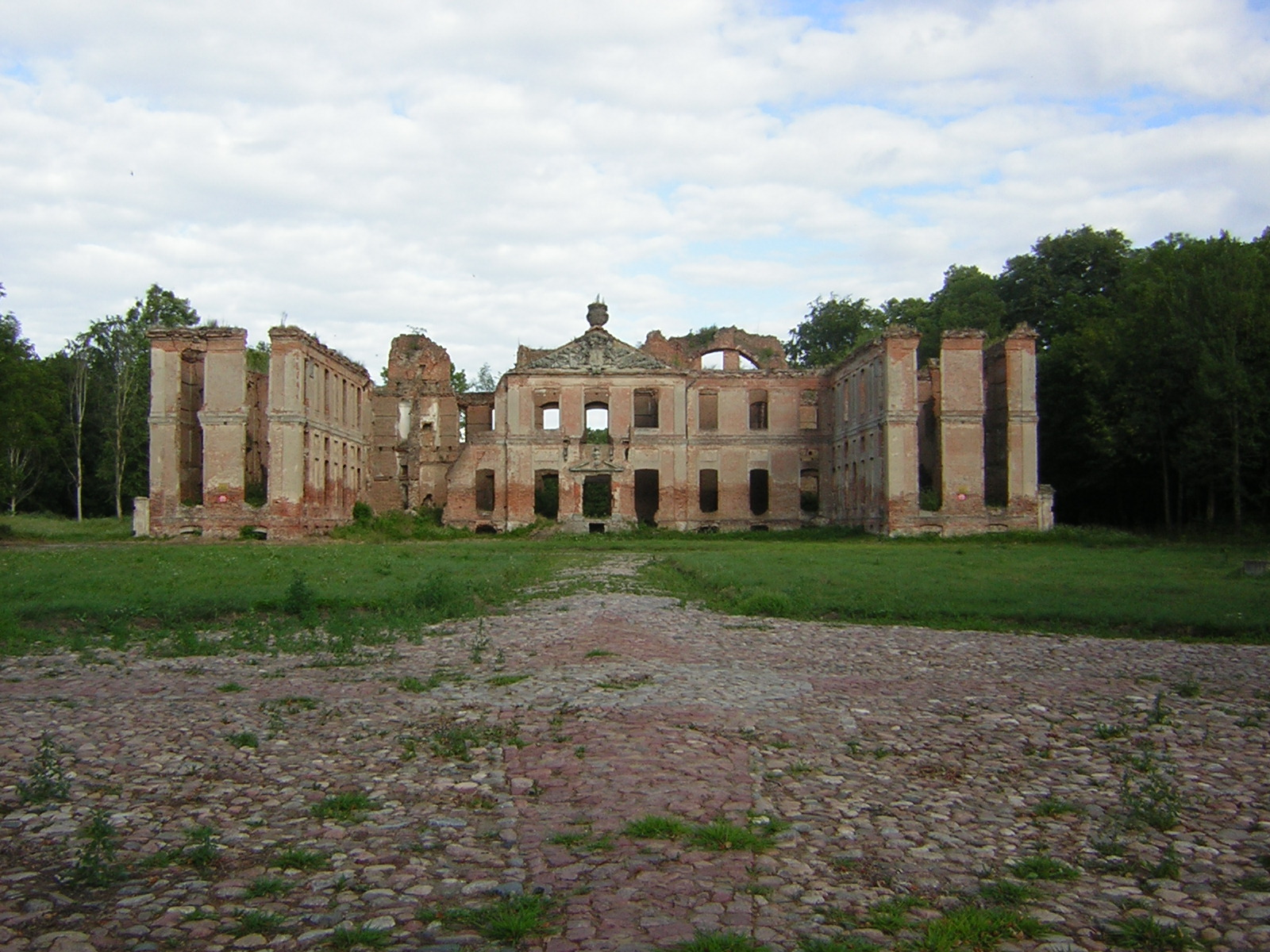
Vue du château aujourd'hui.

Les Dohna-Schlobitten furent les derniers propriétaires du château et de ses immenses terres de 8 954 hectares, jusqu'à leur fuite devant l'Armée rouge, le 21 janvier 1945. Le château est investi le 22 janvier 1945 et complètement incendié, le splendide jardin à la française dévasté et tout disparaît… Le jeune propriétaire était alors le comte Alfred zu Dohna-Schlobitten (1917-1988) qui combattait comme officier dans un régiment de Panzer. Sa mère, née Clothilde de Forcade de Biaix, et sa sœur Marianne, veuve du comte Reinhold von Krockow, avec ses jeunes enfants et quelques domestiques durent partir à pied dans la neige. Elles rejoignent le Schleswig-Holstein à travers le Mecklembourg, et après nombre de péripéties se réfugient chez la mère de la comtesse Finck von Finckenstein en Westphalie.

## Napoléon
Napoléon Ier y demeure entre avril et juin 1807 pendant la guerre de la Quatrième Coalition, et en fait son quartier général. Lorsqu'il aperçoit le château pour la première fois, il s'écrie « Enfin un château ! », dans cette région plate et plutôt pauvre. Il y signe le traité de Finckenstein entre la France et la Perse. La comtesse Walewska est à l'époque sa maîtresse. Il y reçoit aussi en audience Blücher, le 22 avril 1807.
Une partie du château, avec ses collections remarquables, se visitait avant la Seconde Guerre mondiale, dont les appartements de Napoléon.
C'est ici, dans les lieux mêmes de leur histoire d'amour, que fut tourné le film d'Hollywood en 1937 Marie Walewska (titre original : Conquest) avec Greta Garbo et Charles Boyer.

## Galerie

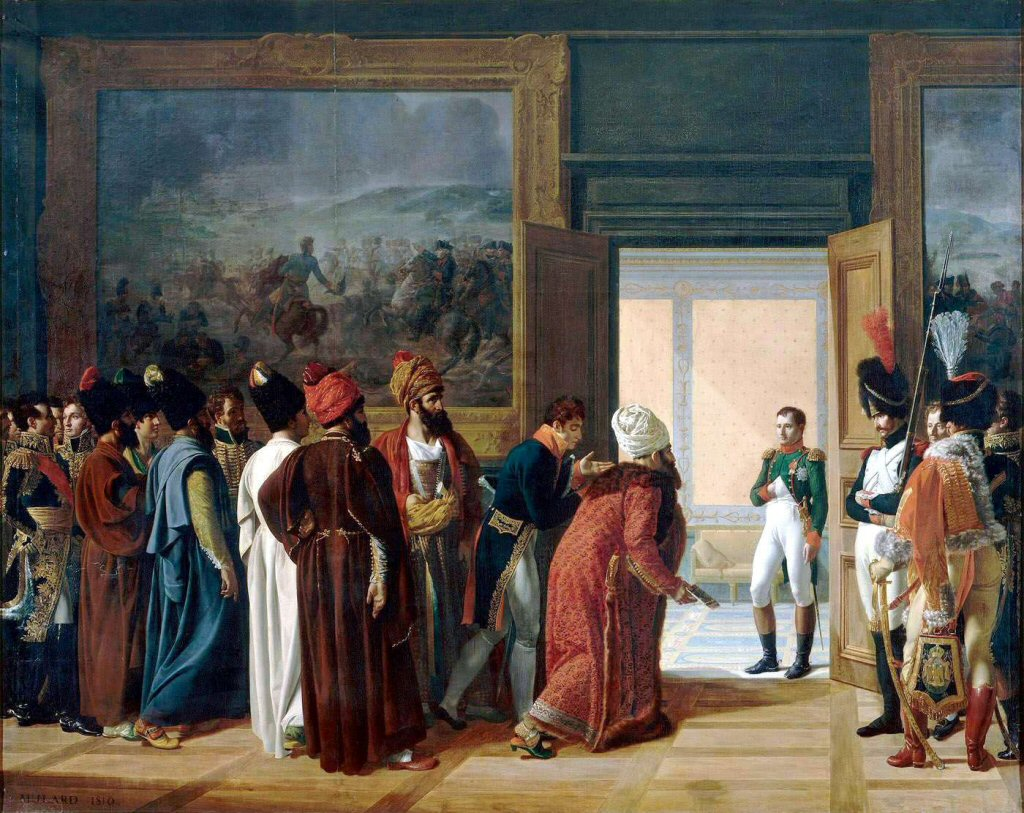
Napoléon reçoit la délégation perse au château de Finckenstein.
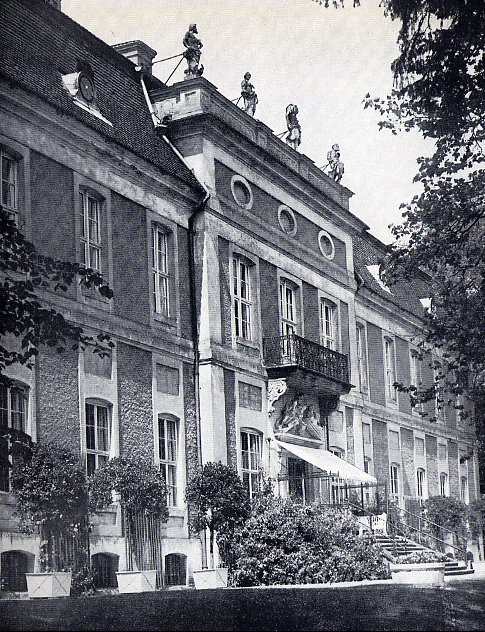
Vue de l'entrée du château avant la Seconde Guerre mondiale.
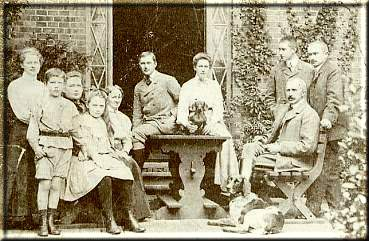
Portrait de la famille zu Dohna-Schlobitten vers 1914 devant le château.
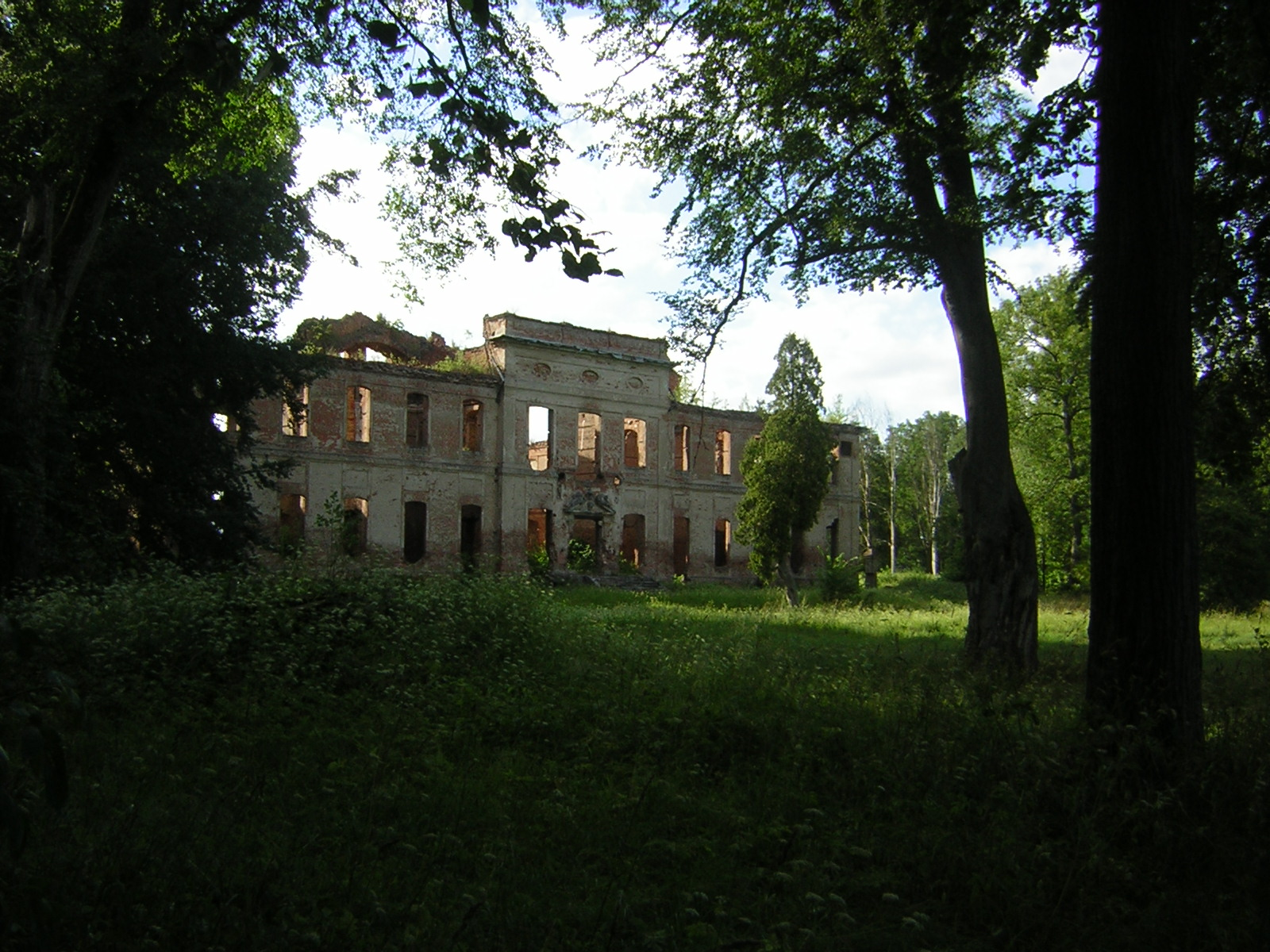
Vue des ruines du château, côté parc.